# Батова
Ба́това (болг. Батова река, Батовска река) — река на северо-западе Болгарии. Протекает по территории общин Аксаково, Добричка и Балчик.
Длина реки составляет 38,7 км, площадь бассейна — 338,8 км².
Начинается от карстового источника около юго-западной окраины села Куманово в общине Аксаково на Франгенском плато. Впадает в Чёрное море на восточной окраине села Кранево в общине Балчик.
Притоки: Изворска, Кёркайнак, Чатмадере.
По течению реки расположено семь сёл. В Варненской области: Община Аксаково — Куманово, Орешак, Долище. В Добричской области: Община Добричка — Батово; Община Балчик — Церква, Оброчиште, Кранево.

## Топографские карты
- Лист карты K-35-20.
- Лист карты K-35-21.
- Лист карты K-35-32.